# Próba ognia (film 2008)
Próba ognia – amerykański film katastroficzny z 2008 r. w reżyserii Johna Terlesky'ego. Film emitowany był w stacji TVP 1.

## Obsada
- Brooke Burns - Kristen
- Erin Karpluk - Chelsea
- Robert Moloney - Dan
- Winston Rekert - Hank
- Rick Ravanello - Ray Kulhanek
- Rex Linn - Szef